# Chiesa del Pantheon
La Chiesa di Gesù e Maria, meglio nota come Chiesa del Pantheon, è un luogo di culto cattolico sito in Paternò, in provincia di Catania. Sede della Confraternita di Gesù e Maria, è anche sacrario militare che ospita le salme di diversi militari paternesi caduti nelle due guerre mondiali.

## Storia
La chiesa fu edificata nel 1648 e intitolata a Gesù e Maria da parte dell'omonima confraternita, che tutt'oggi vi ha sede.
Nel XX secolo, la chiesa divenne sacrario militare, poiché vi sono ospitate le salme di diversi militari paternesi caduti nella prima e nella seconda guerra mondiale.  Detta perciò Chiesa del Pantheon, in rapporto diretto con essa vi è il Monumento ai Caduti che sorge sulla stessa piazza, opera dello scultore catanese Salvatore Juvara, inaugurata nel 1931.

## Descrizione
La Chiesa del Pantheon è uno dei tre edifici sacri che sorgono nella piazza Santa Barbara di Paternò, ed è situata nella sua parte meridionale.
Il prospetto della chiesa presenta un portale a tribuna realizzato in pietra lavica, finemente lavorata con quattro colonne rastremate su plinti, di gusto rinascimentale. Il portale è sormontato da un'insegna marmorea installata sulla facciata in epoca fascista, risalente al 1931 e dedicata ai caduti paternesi della prima guerra mondiale. Ai lati dell'insegna due coppie di brevi paraste abbinate a guisa di cippi reggenti altrettanti vasotti, che affiancano una finestra a edicola incorniciata da conci in pietra lavica. È definito alle estremità da due grandi paraste su plinti quadrangolari e fasciato nel culmine da una trabeazione variamente aggettante, al di sopra della quale si stende un coronamento a vela di armonioso disegno mistilineo con finestrella ovoidale al centro. 
Alle spalle del monumento, quasi nascosta alla vista si trova la cosiddetta Lapide della Vittoria, che porta inciso sul bronzo, proveniente dalla fusione dei cannoni presi al nemico in rotta, l'ultimo bollettino di guerra, quello appunto della vittoria del Regio Esercito sull'Impero austro-ungarico, del 4 novembre 1918.
La parte interna dell'edificio si presenta in stile barocco con ornamentazione sfarzosa di colori, addobbi a gloria ed esaltazione della fede, e il suo impianto è ad un'unica navata con volta a botte sottesa da costolonature fortemente aggettanti e piccola abside semianulare, arditamente vivificata dagli affreschi del catino con le ieratiche figure di una sovrumana e conturbante trascendenza: fortemente stilizzate contro un cielo turchino, in candide tuniche, muovono le schiere dei "trapassati".
Sono presenti un altare centrale e quattro altari minori, in ciascuno dei quali si trovano tele raffiguranti i santi Cosma e Damiano, san Filippo Neri, san Giovanni de Matha, e il Crocifisso. Al centro della volta c'è l'affresco di San Pietro che accorre a Gesù, e sopra l'altare maggiore un altro affresco con figure allungate che rappresentano le anime del Purgatorio. Con la destinazione, dopo il primo conflitto mondiale, a pantheon dei paternesi caduti in guerra, la chiesa si è riempita di tombe, cenotafi ed epigrafi commemorative recanti i nomi dei defunti.